# یوسبا سوبلدیا
یوسبا سوبلدیا (اسپانیایی: Joseba Zubeldia‎؛ زادهٔ ۱۹ مارس ۱۹۷۹) دوچرخه‌سوار اهل اسپانیا است. وی در مسابقات  جیرو دیتالیا شرکت کرده است.